# Shelfordina warisana
Shelfordina warisana är en kackerlacksart som beskrevs av Roth, L. M. 1999. Shelfordina warisana ingår i släktet Shelfordina och familjen småkackerlackor. Inga underarter finns listade i Catalogue of Life.